# 木村美紀

木村 美紀（きむら みき、1985年1月19日 - ）は、タレント、ファッションモデル、作家、薬学者。FIRST AGENT所属。かつてはアミューズに所属していた。

## 経歴
- 東京都出身。
- 女子学院中学校・高等学校を卒業後、一浪の末、東京大学理科二類に入学し、同大学薬学部を卒業。
- 東京大学大学院薬学系研究科修士課程修了。修士論文題目は「ステロイド系抗生物質の生合成に関わるオキシドスクアレン閉環酵素の機能解析」。糸状菌由来酵素の遺伝子に変異導入を行い、機能改変に成功。
- 2013年3月、東京大学大学院薬学系研究科博士課程修了、博士（薬学）の学位を取得。博士論文題目は「海綿Discodermia calyxに含まれる新規ペプチド化合物の探索」。海綿動物の成分を単離・構造決定し、新しい化合物を発見。分子薬学を専攻し、生命科学分野の研究を行い、学術雑誌に論文3報を発表。
- 2013年4月、明治大学理工学部応用化学科講師（化学実験担当）に就任。
- 2015年4月、日本医療科学大学保健医療学部医療・基礎教育科助教（化学担当）に就任。
- 2016年4月、東邦大学薬学部講師に就任。

## 概要
フジテレビ『FNNスーパーニュース』では、ドラマ監修・株トレーダー・研究者などの顔を持つ、多才な現役東大生として特集された。オールナイトニッポンでラジオパーソナリティも務めた。
レギュラー出演した『たけしのコマネチ大学数学科』は、2007年に国際エミー賞にノミネートされ、ビートたけしらと共にニューヨークでの授賞式に出席した。
講演会、TBSドラマ『ドラゴン桜』の監修、テレビ東京『ド短期ツメコミ教育 豪腕!コーチング!!』における大学受験指導、勉強法に関する数々の書籍やコラムの執筆、など学習関連でも幅広く活躍。
2020年、2年前(2018年)に結婚していたことを発表。
2021年4月、当時の所属事務所(アミューズ)の公式ホームページから公式プロフィールが削除された。同年08月29日、生島企画室に移籍したことを報告。
2022年1月3日、同じ「生島企画室」（現：FIRST AGENT）所属のタレント
で現役薬剤師
・福井セリナと事務所内に「理系クイズ研究会」を立ち上げた。

## テレビ・ラジオ出演

### レギュラー・準レギュラー
- たけしのコマネチ大学数学科（フジテレビ）
- 全国一斉!日本人テスト（フジテレビ）
- ド短期ツメコミ教育 豪腕!コーチング!!（テレビ東京）
- GOOD LOOKIN′CLUB（日本テレビ）
- WONDERFUL WORLD（TOKYO FM）
- ハッピーアワー 株でHAPPY!（モバHO!）

### その他・ゲスト出演

#### テレビ
NHK
- 爆笑問題のニッポンの教養
- 英語でしゃべらナイト
- クイズモンスター
- 地頭クイズ ソクラテスの人事

日本テレビ系
- 世界一受けたい授業
- 踊る!さんま御殿!!
- 芸能★BANG!
- 極脳
- 太田光の私が総理大臣になったら…秘書田中。
- 密室謎解きバラエティー 脱出ゲームDERO!
- おとなの学力検定スペシャル小学校教科書クイズ!
- 愛のお悩み解決!シアワセ結婚相談所
- ラジかるッ
- 宇宙でイチバン逢いたい人
- タカトシのクイズ!サバイバル

TBS系
- サタネプ☆ベストテン
- 頭脳の祭典!クイズ最強王者決定戦!!〜ワールド・クイズ・クラシック〜
- クイズ・タイムリミット
- オビラジR
- ドラゴン桜

フジテレビ系
- ネプリーグ
- 熱血!平成教育学院
- 森田一義アワー 笑っていいとも!
- タカトシ×くりぃむのペケ×ポン
- FNNスーパーニュース
- 奇跡体験!アンビリバボー
- 脳内エステ IQサプリ
- 脳活アップデートQ!スマートモンキーズ!!
- クイズ！NINGEN園
- DO!深夜 Q1～史上最速の頭脳スプリントバトル～
- なべあちっ!
- 芸能界プライドバトル ガチマッチ（関西テレビ）
- 新競技バトル GONG!!（関西テレビ）
- キャッシュキャブ
- 2008年度上期検定
- 伝学 〜いま次世代に伝えたいこと〜
- カスペ！イマだ！知りたい最前線 みんなの教科SHOW
- 平成教育学院☆放課後（BSフジ）
- ENERGY CHARGE（テレビ新広島）

テレビ朝日系
- クイズプレゼンバラエティー Qさま!!
- 天才をつくる!ガリレオ脳研
- 超タイムショック
- 今すぐ使える豆知識 クイズ雑学王
- たけしの本当は怖い家庭の医学（朝日放送）
- 芸能人最強脳No.1決定戦
- ドスペ2『私をドライブに連れてって!』
- 一攫千金ヤマワケQ! "責任者はお前だ!"（朝日放送）
- 芸能界かがく部
- やじうまプラス
- クイズ ビンゴ★ライン

テレビ東京系
- キンコンヒルズ
- ロンブーの怪傑!トリックスター
- おもてなし音楽バラエティ むちゃ∞ブリ!
- 日曜ビッグバラエティ『みのもんたの仰天!ニッポンの教科書』
- ぶちぬき
- 今こそ理系宣言!〜高校生が活躍!九州初科学フェスタ〜（TVQ九州放送）

#### ラジオ
- オールナイトニッポンR スペシャルナイト（ニッポン放送）
- 東貴博のヤンピース（ニッポン放送）
- 南海キャンディーズ 山里亮太のヤンピース フライデースペシャル（ニッポン放送）
- PLATOn（J-WAVE）
- 高田純次・河合美智子の東京パラダイス　（文化放送）
- 細川茂樹・若林史江の株式講座〜スタイリッシュ投資ライフ〜（ニッポン放送）
- Blue Ocean（TOKYO FM）
- クチ×コミ（TBSラジオ）
- 渋マガZ（NHKラジオ第1）
- J-WAVE TOKYO MORNING RADIO（J-WAVE）
- HAPPINESS（J-WAVE）
- GAKU-Shock（TBSラジオ）
- 細川茂樹 SBSで行こう!〜Shigeki Break Saturday〜（静岡放送）

#### テレビドラマ監修
- ドラゴン桜（TBS）
- マイ★ボス マイ★ヒーロー（日本テレビ）
- プロポーズ大作戦（フジテレビ）

## 書籍
- 「東大姉妹の合格勉強術」（集英社）（東大生の妹・衣里 との共著）
- 「ストップウォッチ勉強法」（ワニブックス）
- 「実生活で今すぐ役立つ!女性のためのやさしい数学」（ブックマン社）
- 「現役東大生プロデュース 脳をシゲキする算数ドリル」（ダイヤモンド社）
- 「たけしのコマネチ大学数学科 コマ大特別集中講座」（扶桑社）
- 「ド短期ツメコミ教育 豪腕!コーチング!! 東大式 合格の法則」（竹書房）
- 「ドラゴン桜・東大入試予想問題集」（講談社）
- 「かんたん株デビュー」（ファミリーマート文庫）
- 「浜村渚の計算ノート3さつめ 水色コンパスと恋する幾何学」（講談社文庫）解説

## 新聞
- 朝日新聞
- 読売新聞
- 毎日新聞
- 日本経済新聞
- 朝日小学生新聞
- 中日新聞
- 夕刊フジ
- TOKYO HEADLINE

## 雑誌
- 螢雪時代（旺文社）連載

## 企業広告
- マクロミル
- サノフィ・アベンティス
- オイシックス（薬膳鍋プロデュース）
- ena (予備校)（Inter-edu）